# Can't Get Over
«Can't Get Over» es un sencillo de September de su tercer disco Dancing Shoes. Es el primer sencillo que fue lanzado en el mes de septiembre de 2007. La canción fue escrita por Anoo Bhagavan, Jonas von der Burg y Niklas von der Burg.

## Versiones
| #  | Título                              | Duración |
| -- | ----------------------------------- | -------- |
| 1. | «Can't Get Over» [Radio]            | 3:02     |
| 2. | «Can't Get Over» [Extended]         | 4:34     |
| 3. | «Сan't Get Over» [Short Disco 2007] | 3:54     |
| 4. | «Can't Get Over» [Long Disco 2007]  | 6:54     |

## Posicionamiento
| Listas                           | Posición |
| -------------------------------- | -------- |
| Australian ARIA Singles Chart    | 41       |
| Belgian Singles Chart (Flanders) | 5        |
| Czech Airplay Chart              | 2        |
| Danish Dance Chart               | 16       |
| Danish Hype Chart                | 10       |
| Danish Pop Chart                 | 8        |
| Dutch Top 40                     | 28       |
| Finnish Singles Chart            | 10       |
| Irish Singles Chart              | 38       |
| Romania Top 100 Airplay Chart    | 28       |
| Russian Airplay Chart            | 60       |
| Swedish Singles Chart            | 5        |
| Slovakia - Top 100 Airplay Chart | 6        |
| UK Singles Chart                 | 14       |
| US Billboard Hot Dance Airplay   | 12       |